# Зорин, Сергей Петрович (лауреат Сталинской премии)
Сергей Петрович Зо́рин (1888—1973) — советский инженер, учёный в области стройматериалов. Лауреат Сталинской премии.

## Биография
Зорин был заведующим сектором БашНИИ строительных материалов, а Будников, эвакуировавшийся вместе с Академией наук Украины в Уфу, возглавлял институт.
Учёные разработали технологические схемы получения из местного сырья новых видов строительных материалов. По их схеме был построен первый в СССР завод ангидритного цемента (?!, есть работы Зорин С. П. Пробное производство ангидритного цемента в Стерлитамаке в БАССР // Рабочий-силикатчик, № 516, 1932; Зорин С. П. Опытный завод ангидритового цемента в Стерлитамаке // Социалистическое хозяйство Башкирии, № 3-4, 1932), получены другие марки цемента.
Доктор технических наук (1943), профессор (1948).

## Награды и премии
- Сталинская премия III степени (10 марта 1942)— за разработку метода получения ангидритового цемента

## Образование
- 1921 — Томский технологический институт, инженер-строитель.

## Трудовая биография
- 1906—1922 — техник-строитель в Абакане, Томске;
- 1922—1929 — инженер-дорожник кантонного исполкома (Стерлитамак);
- 1929—1936 — научный руководитель дорожно-исследовательской станции «Ардис» (Уфа);
- 1936—1948 — заведующий сектором, научный руководитель, заместитель директора по научной части Башкирского НИИ местных стройматериалов;
- 1948—1960 — заведующий кафедрой «Геодезия и высшая математика», профессор кафедры «Лесоводство» БСХИ.